# Contursi Terme
Contursi Terme é uma comuna italiana da região da Campania, província de Salerno, com cerca de 3.182 habitantes. Estende-se por uma área de 28 km², tendo uma densidade populacional de 114 hab/km². Faz fronteira com Campagna, Colliano, Oliveto Citra, Palomonte, Postiglione, Sicignano degli Alburni.

## Demografia
| Variação demográfica do município entre 1861 e 2011                               |
|                                                                                   |
| Fonte: Istituto Nazionale di Statistica (ISTAT) - Elaboração gráfica da Wikipedia |